# Lockheed NF-104A
Le Lockheed NF-104A était un avion d'entraînement supersonique américain à hautes performances des années 1960, doté d'une propulsion mixte (moteurs aérobie et anaérobie) pour pouvoir également voler dans les couches hautes de l'atmosphère, où la densité de l'air est très faible, et ainsi pouvoir former les pilotes au vol spatial et à haute altitude. Il fut utilisé pour entraîner à faible coût les pilotes et astronautes devant prendre les commandes du X-15 et du futur programme Dyna-Soar (programme qui ne vit finalement jamais le jour).
Trois appareils furent construits à partir d'exemplaires du chasseur Lockheed F-104A Starfighter ; ils furent en service au sein de l'U.S. Air Force Test Pilot School entre 1963 et 1971. Les principales modifications incluaient l'ajout d'un petit moteur-fusée à ergols liquides et d'un système de contrôle par réaction (en anglais : « Reaction Control System », ou RCS) pour le contrôle de l'orientation de l'appareil lorsqu'il évoluait à haute altitude dans une atmosphère raréfiée où les gouvernes ne pouvaient plus agir. Pendant le programme d'essais, la plus haute altitude atteinte fut supérieure à 36 600 m.
L'un des exemplaires fut détruit dans un accident alors qu'il était piloté par le célèbre pilote d'essai Chuck Yeager. Cet accident est décrit assez précisément dans le best-seller L'Étoffe des héros, de Tom Wolfe, et dans le film du même nom (L'Étoffe des héros, en français).

## Conception et développement
Avec l'avènement du vol spatial habité au début des années 1960, l'Experimental Flight Test Pilot's School (école des pilotes des vols d'essais expérimentaux) de l'US Air Force, implantée sur la base aérienne d'Edwards, fut renommée Aerospace Research Pilots School (ARPS). À cette occasion, les objectifs de formation de cette école furent révisés pour inclure une orientation plus « spatiale » dans leur entraînement,,.

### Emploi initial deF-104non-modifiés
L'ARPS parvint à obtenir plusieurs F-104 de production (parmi lesquels quelques F-104D biplaces), et les utilisa pour simuler les profils des trajectoires d'approche à faible portance et forte traînée caractéristiques des X-15 et du Dyna-Soar.
Ces manœuvres débutaient à une altitude de 12 000 pieds (3 700 m), à laquelle la puissance du moteur était réduite à 80 % et les volets, aérofreins et train d'atterrissage étaient déployés. Avec une finesse volontairement dégradée, l'avion était ensuite lancé dans une plongée à un angle de 30° et commençait à redresser à 1 500 pieds (500 m) d'altitude pour effectuer un « arrondi » (dernière manœuvre avant l'atterrissage, permettant de relever le nez de l'avion et de toucher d'abord le sol avec le train principal). Ces approches rapides en vol plané ressemblaient un peu à la chute incontrôlée d'un fer à repasser et ne laissaient que peu de place à l'erreur. Elles furent toutefois jugées très utiles pour permettre aux pilotes d'atterrir avec une certaine aisance sur le lac asséché de Rogers Dry Lake (en) avec le X-15.

### Système de contrôle par réaction

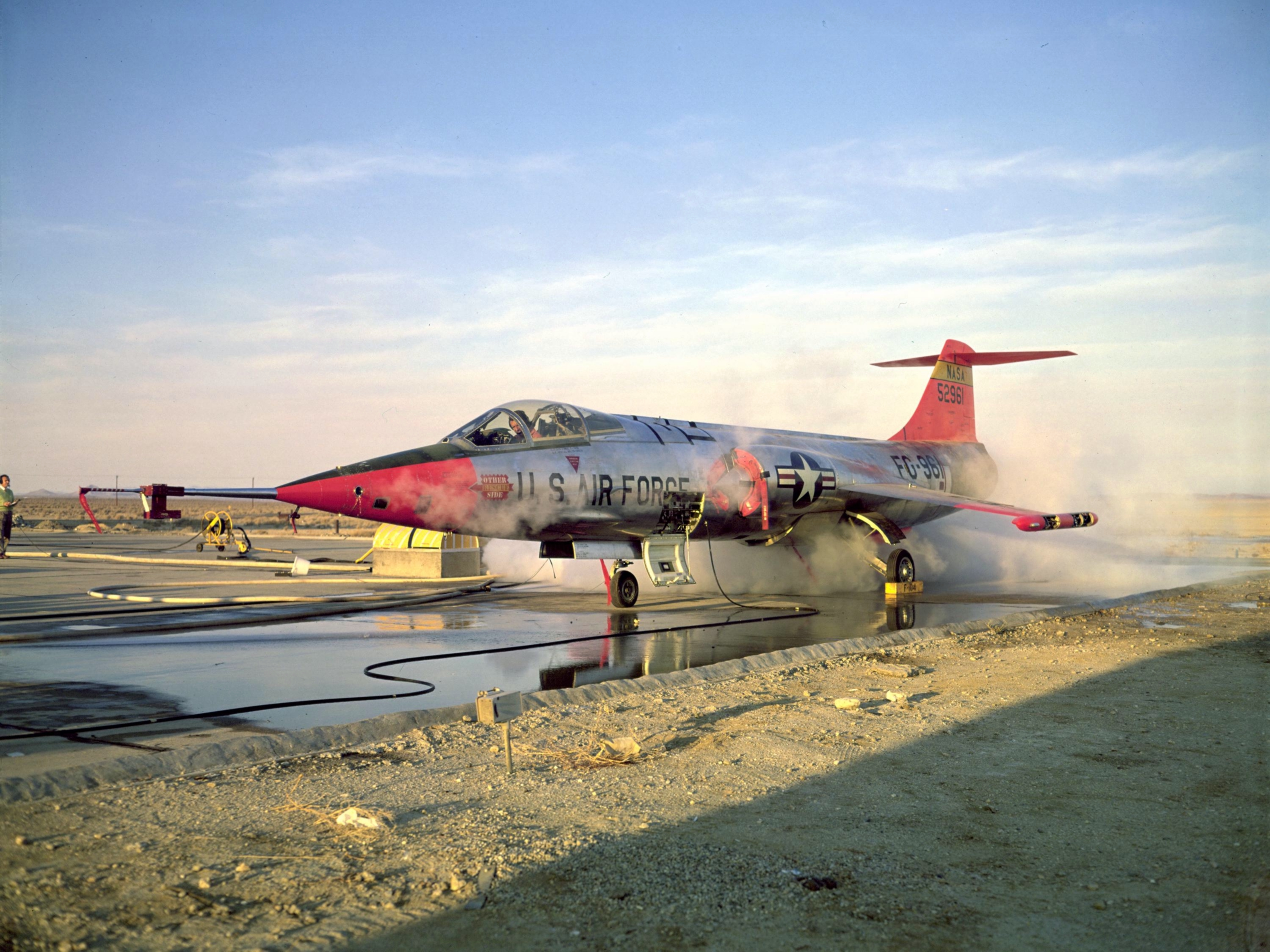
Le JF-104 pendant les tests de son système RCS, en 1961.

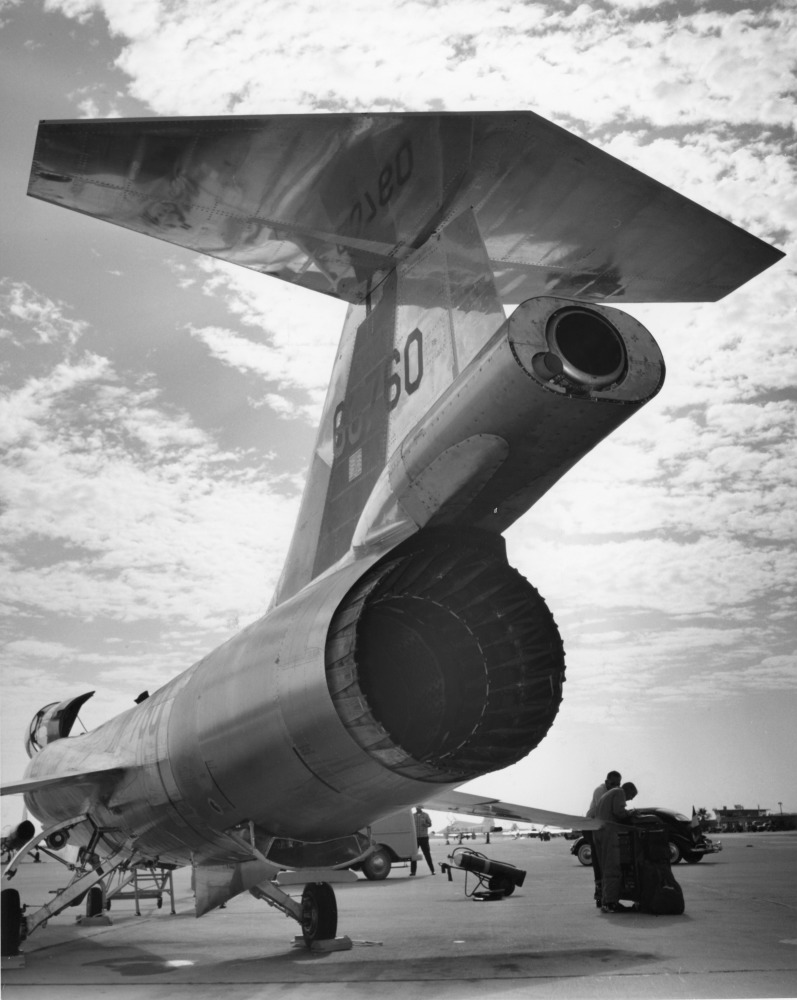
Le moteur-fusée additionnel est bien visible sous la queue de l'appareil.

Les ingénieurs de la NASA réalisèrent assez rapidement que les surfaces de contrôle classiques d'un avion n'avaient que peu ou pas d'effet dans l'atmosphère ténue de la haute stratosphère, et que n'importe-quel avion opérant à une altitude très élevée devrait logiquement être équipée d'un système de contrôle par réaction (Reaction Control System, ou RCS) pour pouvoir contrôler son orientation. Une version modifiée du Bell X-1 (le premier avion à franchir le mur du son) fut utilisée pour les tests initiaux du système RCS, mais il fut cloué au sol après avoir fait face à des problèmes techniques. Il fut ensuite remplacé, en 1959, par un F-104A modifié par la NASA (le 55-2961), qui embarquait un système RCS logé en bouts d'ailes et dans son nez. Cet appareil, désigné JF-104 atteignit l'altitude de (25 300 m) pendant le programme d'essais.
Parmi les pilotes qui volèrent à bord de cet appareil figurait Neil Armstrong, qui emmagasina une précieuse expérience dans l'utilisation du RCS. Les pilotes se plaignaient cependant que l'affichage des instruments était difficile à lire et pas assez précis pour les profils de montée rapide critiques que devait effectuer l'avion pour atteindre les hautes altitudes.

### Contrat avec Lockheed
En 1962, Lockheed se vit attribuer un contrat par l'US Air Force pour la modification de trois exemplaires du F-104A devant servir d'avion d'entraînement spatial (en anglais : « Aerospace Trainer », ou AST). Les cellules de ces avions, qui étaient stockées à l'AMARG, furent sorties de leur local de stockage et modifiées dans l'usine du constructeur.

## Caractéristiques techniques
Le F-104A avait été conçu pour être un avion léger aux performances élevées. Pour le projet AST, les équipes retirèrent tout l'équipement interne qui n'était pas nécessaire pour sa nouvelle mission de l'avion et ajoutèrent un moteur-fusée qui, à partir d'une certaine altitude, devait prendre le relais du moteur à réaction existant. L'avion fut également équipé d'un système RCS et l'instrumentation de bord fut améliorée. Les détails décrits ci-dessous donnent les principales différences entre l'appareil de série et ceux du projet AST.

### Ailes
L'envergure du NF-104A fut augmentée de 1,22 m (4 ft) par l'ajout d'extensions au bout des ailes. Cette modification était nécessaire pour héberger les tuyères de contrôle en roulis du système RCS, permettait aussi de réduire la charge alaire de l'avion et d'augmenter la portance à haute altitude.

### Gouvernes et dérive
La dérive verticale et la gouverne de lacet furent remplacées par les modèles à plus grande surface équipant les versions biplaces du F-104, puis furent structurellement modifiées pour permettre l'installation du moteur-fusée supplémentaire.

### Fuselage
Le radôme de nez en fibre de verre, qui servait initialement de logement au radar de l'avion, fut remplacé par un revêtement en aluminium, qui abritait les tuyères de contrôle en tangage et lacet du RCS.
Les entrées d'air du moteur, conçues à l'origine par Ben Rich (en), étaient toujours à géométrie fixe, mais des extensions des cônes d'entrée d'air furent installées pour un fonctionnement optimal du turboréacteur à un nombre de Mach élevé. Les modifications internes du fuselage incluaient l'installation des réservoirs d'oxydant du moteur-fusée, la suppression du canon interne de 20 mm M61 Vulcan, de l'équipement radar et de l'avionique non nécessaires. Un réservoir d'azote fut installé pour assurer la pressurisation du poste de pilotage de l'avion. Cette dernière modification fut rendue nécessaire par le fait qu'il n'y aurait plus d'air comprimé disponible en provenance du turboréacteur après son arrêt prévu durant la phase de vol à haute altitude.

### Moteur-fusée
En plus du turboréacteur standard General Electric J79, un moteur-fusée Rocketdyne AR2-3 fut installé à la base de la dérive de l'avion. Produisant une poussée de 27,2 kN, ce moteur brûlait un mélange de carburant réacteur JP-4 et de peroxyde d'hydrogène (oxydant). Le NF-104 embarquait assez d'oxydant pour une durée de fonctionnement de 100 secondes. La puissance du moteur-fusée pouvait être modulée par le pilote entre 50 % et 100 % de poussée, grâce à une manette supplémentaire placée sur le côté gauche du cockpit.

### Système de contrôle par réaction
Le RCS comprenait huit tuyères de contrôle en tangage et lacet (quatre pour chaque axe) et quatre tuyères de contrôle du roulis. Elles utilisaient le même type de peroxyde d'hydrogène que le moteur-fusée principal, stocké dans un réservoir dédié de 70 kg, et étaient contrôlées par le pilote à l'aide d'une manette située sur le panneau d'instrumentation. Les tuyères de contrôle en tangage et lacet produisaient une poussée de 500 N chacune et celles de contrôle en roulis 190 N.

## Profil de vol typique

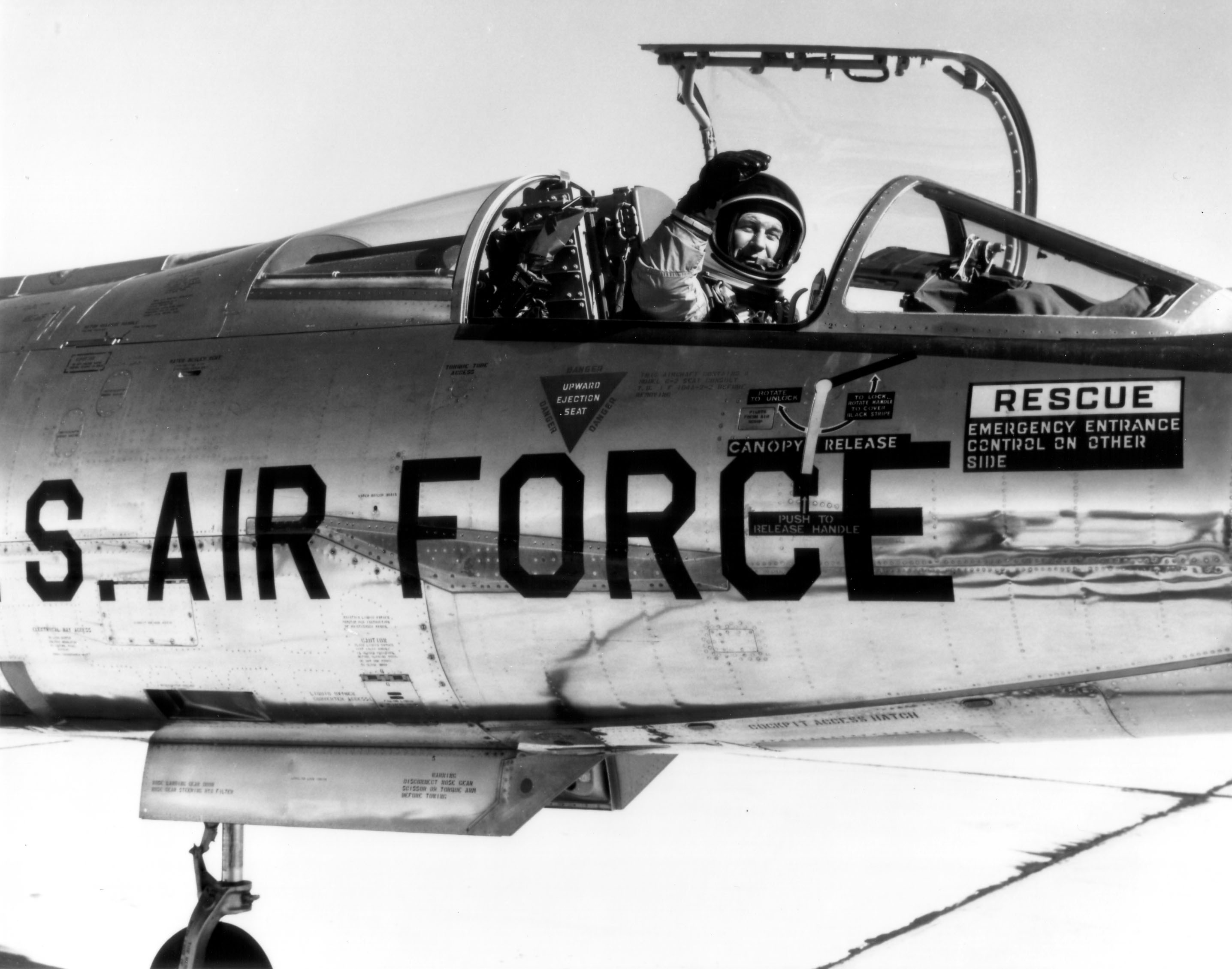
Chuck Yeager dans le cockpit d'un NF-104A, le 4 décembre 1963.

Le NF-104A était capable d'atteindre une altitude élevée en combinant une technique de vol avec son moteur à réaction aérobie appelée « zoom climbing » et la propulsion par moteur-fusée. Le « zoom climbing » consiste à prendre de la vitesse en vol horizontal, ou en léger piqué, puis redresser pour grimper rapidement avec un angle d'incidence élevé, convertissant ainsi la vitesse acquise en une vitesse ascensionnelle rapide. Le moteur-fusée avait pour but de maintenir la vitesse et le taux de montée durant la phase de zoom climbing, jusqu'à épuisement des ergols.
Une mission typique comprenait une phase d'accélération à Mach 1,9 (2 030 km/h) à une altitude de 10 700 m, à partir de laquelle le moteur-fusée était allumé, et lorsque l'avion atteignait Mach 2,1 (2 240 km/h), il était cabré vers un angle de montée de 50 à 70°, en lui appliquant avec précaution un facteur de charge égal à 3,5 g. La postcombustion du J79 était alors progressivement réduite à partir de 21 300 m, suivie rapidement par un arrêt manuel de l'alimentation en carburant du turboréacteur lui-même, vers environ 25 900 m, afin d'éviter la montée rapide en température du moteur et d'endommager les étages de turbine de celui-ci. Parfois, le moteur s'étouffait tout seul en raison du manque d'air. Après avoir atteint le sommet de sa trajectoire balistique, le NF-104 redescendait vers les couches les plus denses de l'atmosphère. À une altitude d'environ 18 000 m le turboréacteur était remis en route grâce à la pression du vent relatif s'engouffrant dans les entrées d'air de l'avion. L'avion pouvait ensuite effectuer un atterrissage classique en sécurité.

## Histoire opérationnelle

### PremierNF-104A
Le premier NF-104A (numéroté par l'USAF 56-0756) fut accepté par l'USAF le 1er octobre 1963,. Il établit rapidement un nouveau record non officiel, avec une altitude atteinte de 36 230 m, et dépassa ce record le 6 décembre 1963 en atteignant l'altitude de 36 800 m,.
Il fut victime d'une explosion du moteur-fusée en vol, en juin 1971. Bien que le pilote ait été en mesure d'atterrir en sécurité, l'avion endommagé fut retiré du service et cet événement marqua la fin du programme NF-104. L'avion a été confié au National Museum of the United States Air Force et est exposé sur un pylône au Nevada County Air Park (en) : l'aéroport public de Grass Valley, en Californie.

### DeuxièmeNF-104A

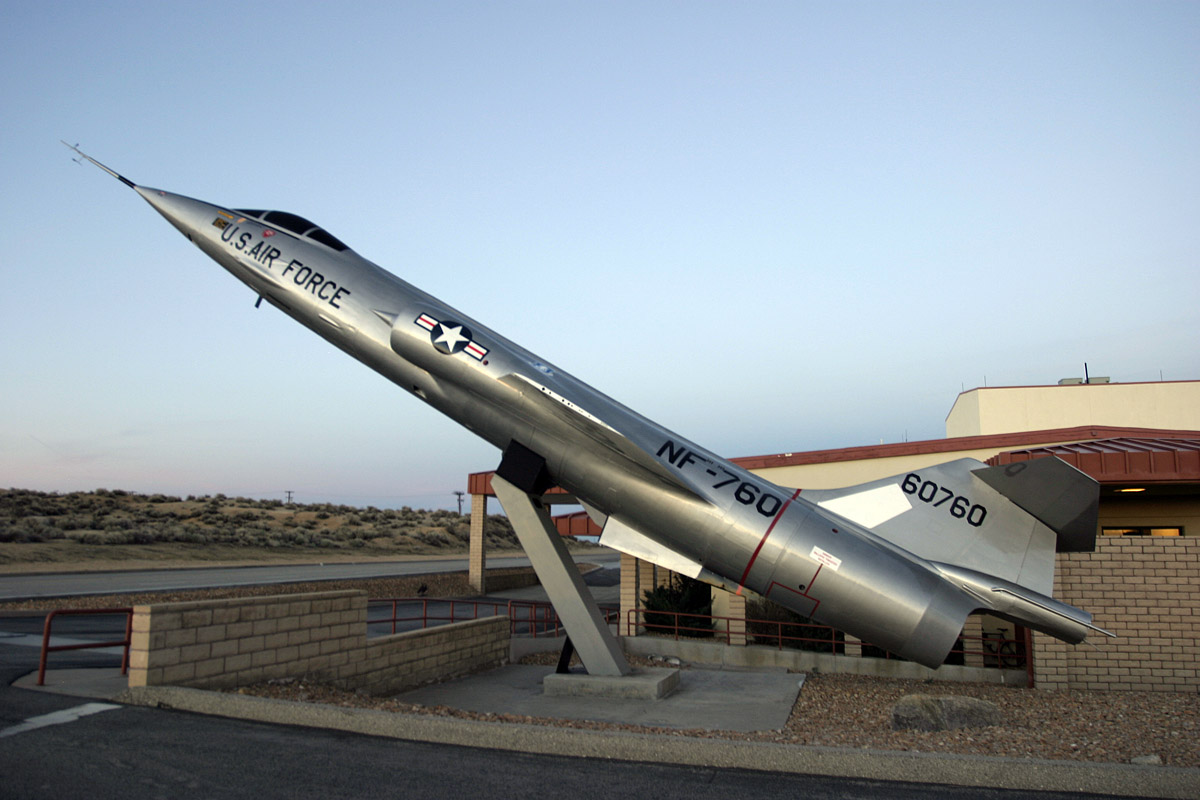
Le NF-104A (no 56-0760) à l'USAF Test Pilot School.

Le deuxième NF-104A (numéroté par l'USAF 56-0760) fut accepté par l'USAF le 26 octobre 1963. Après son retrait du service, cet avion fut installé sur un poteau à l'extérieur de l'USAF Test Pilot School sur la base aérienne d'Edwards et y est toujours exposé de nos jours. Les extrémités d'ailes, le nez en métal abritant le RCS et d'autres éléments de cet avion furent prêtés à Darryl Greenamyer pour ses tentatives de record civiles faisant appel à un F-104 lourdement modifié, le N104RB Red Baron (en). Lorsqu'il fut forcé de s'éjecter le 26 février 1978 au retour d'une tentative de record, en raison d'un problème au niveau de son train d'atterrissage, son avion fut détruit et les éléments empruntés à la NASA ne furent jamais restitués à leur propriétaire,.

### TroisièmeNF-104A
Le troisième NF-104A (numéroté par l'USAF 56-0762) fut livré à l'USAF le 1er novembre 1963, et fut détruit dans un accident alors qu'il était piloté par Chuck Yeager, le 10 décembre 1963. Yeager échappa de justesse à la mort, alors qu'il perdit le contrôle du prototype à l'altitude de 108 700 pieds (33 131 m). Parvenant à s'éjecter après une vrille à plat et une chute vertigineuse de 100 200 pieds (30 540 m),, il s'en sortit tout-de-même gravement brûlé. Yeager fut à cette occasion le premier pilote à s'être éjecté en étant revêtu de la combinaison dédiée à la haute altitude nécessaire aux missions du NF-104A. L'enquête effectuée après le crash mena à la conclusion que l'avion avait pris un angle d'attaque trop élevé et manquait de réponse aux gouvernes. L'angle d'attaque excessif n'était pas la faute du pilote mais celle du moteur J79, qui impliqua des efforts gyroscopiques à l'avion lors de son redémarrage après le vol parabolique,.
Cet accident fut décrit dans les livres Yeager: An Autobiography et L'Étoffe des héros, ainsi que dans le film L'Étoffe des héros,. L'avion utilisé pour le film était un F-104G standard volant avec ses réservoirs d'extrémités d'ailes démontés, mais toutefois dépourvu des autres modifications dont était équipé le vrai NF-104A, en particulier le moteur-fusée, qui était très nettement visible à la base de la dérive de l'avion de la NASA.

#### Ouvrages
- (en) Tom Wolfe, L'Étoffe des héros, New York (États-Unis), Farrar, Strauss, Giroux, 1979, 1re éd., 436 p. (ISBN 0-374-25032-4, présentation en ligne).
- (en) Scott Libis, Lockheed NF-104A Aerospace Trainer, Simi Valley (Californie), États-Unis, Steve Ginter, coll. « Air Force Legends » (no 204), 1999, 44 p. (ISBN 0-942612-97-3).
- (en) Lou Drendel, F-104 Starfighter in action, Carrollton (Texas), États-Unis, Squadron/Signal Publications, coll. « Aircraft » (no 27), 1976 (ISBN 0-89747-026-5).
- (en) Martin W. Bowman, Lockheed F-104 Starfighter, Ramsbury, Marlborough, Wiltshire, Royaume-Uni, Crowood Press Ltd., 2000, 192 p. (ISBN 1-86126-314-7).
- (en) Chuck Yeager et Leo Janos, Yeager : An Autobiography, New York, États-Unis, Bantam, 1985.
- (en) Bert Kinzey, F-104 Starfighter in Detail & Scale, Blue Ridge Summit, PA, TAB books, 1991 (ISBN 1-85310-626-7).
- (en) Steve Pace, F-104 Starfighter : Design, Development and Worldwide Operations of the First Operational Mach 2 Fighter, St. Paul, MN, Motorbooks International, 1992 (ISBN 0-87938-608-8).
- (en) Arthur Reed, F-104 Starfighter, Londres, Ian Allan Ltd., coll. « Modern Combat Aircraft » (no 9), 1981 (ISBN 0-7110-1089-7).
- (en) Jim Upton, Lockheed F-104 Starfighter, North Branch, Minnesota, États-Unis, Specialty Press, coll. « Warbird Tech », 2003 (ISBN 1-58007-069-8).

#### Articles
- Alexis Rocher, « Lockheed NF-104A AST : Records dans la stratosphère », Le Fana de l'Aviation, Clichy, Éditions Larivière, no 563,‎ octobre 2016, p. 16–27 (ISSN 0757-4169).